# Джангельдинский район
Джангельди́нский райо́н (каз. Жангелді ауданы, до 1956 года —Турга́йский) — административно-территориальная единица в юго-западной части Костанайской области Казахстана. Административный центр района — село Тургай (Торгай).
Район назван в честь революционера Алиби Джангильдина.
8 января 1864 года первую народную школу Ибрай Алтынсарин открыл на территории современного административного центра района.

## Физико-географическая характеристика
Район граничит на севере с Камыстинским и Наурзумским районами, на востоке — с Амангельдинским районом, на юге — с Улытауским районом Карагандинской области, на западе — с Иргизским и Айтекебийским районами Актюбинской области. Расстояние до областного центра города Костанай — 560 км, до города Аркалык — 288 км.

### Климат
Климат резко континентальный, зима продолжительная и суровая, лето жаркое и сухое. Средние температуры января — −16…−17°С, июля — 22…25°С. Среднегодовое количество осадков — 225—275 мм.
| Показатель                                            | Янв.  | Фев. | Март | Апр. | Май  | Июнь | Июль | Авг. | Сен. | Окт. | Нояб. | Дек. |
| ----------------------------------------------------- | ----- | ---- | ---- | ---- | ---- | ---- | ---- | ---- | ---- | ---- | ----- | ---- |
| Средняя температура, °C                               | −12,7 | −11  | −2,7 | 8,7  | 17,3 | 22,9 | 24,7 | 23,6 | 16,4 | 7,3  | −2    | −9   |
| Норма осадков, мм                                     | 21    | 19   | 26   | 21   | 22   | 18   | 25   | 18   | 13   | 25   | 25    | 28   |
| Источник: Климатические данные городов по всему миру. |       |      |      |      |      |      |      |      |      |      |       |      |

### Рельеф
Рельеф территории района равнинный, находится на Тургайской долине и Туранской низменности. На севере района находятся небольшие поднятия (Текетау, Кызбельтау, Жыландытау, Каргалытау, Жыланшыктурме с высотой 210—310 м над уровнем моря), которые являются частью Тургайского плато. Вдоль рек Тургай и Улы-Жыланшык встречаются барханные пески — Тосынкум, Аккум, Айыркум.

### Гидрография

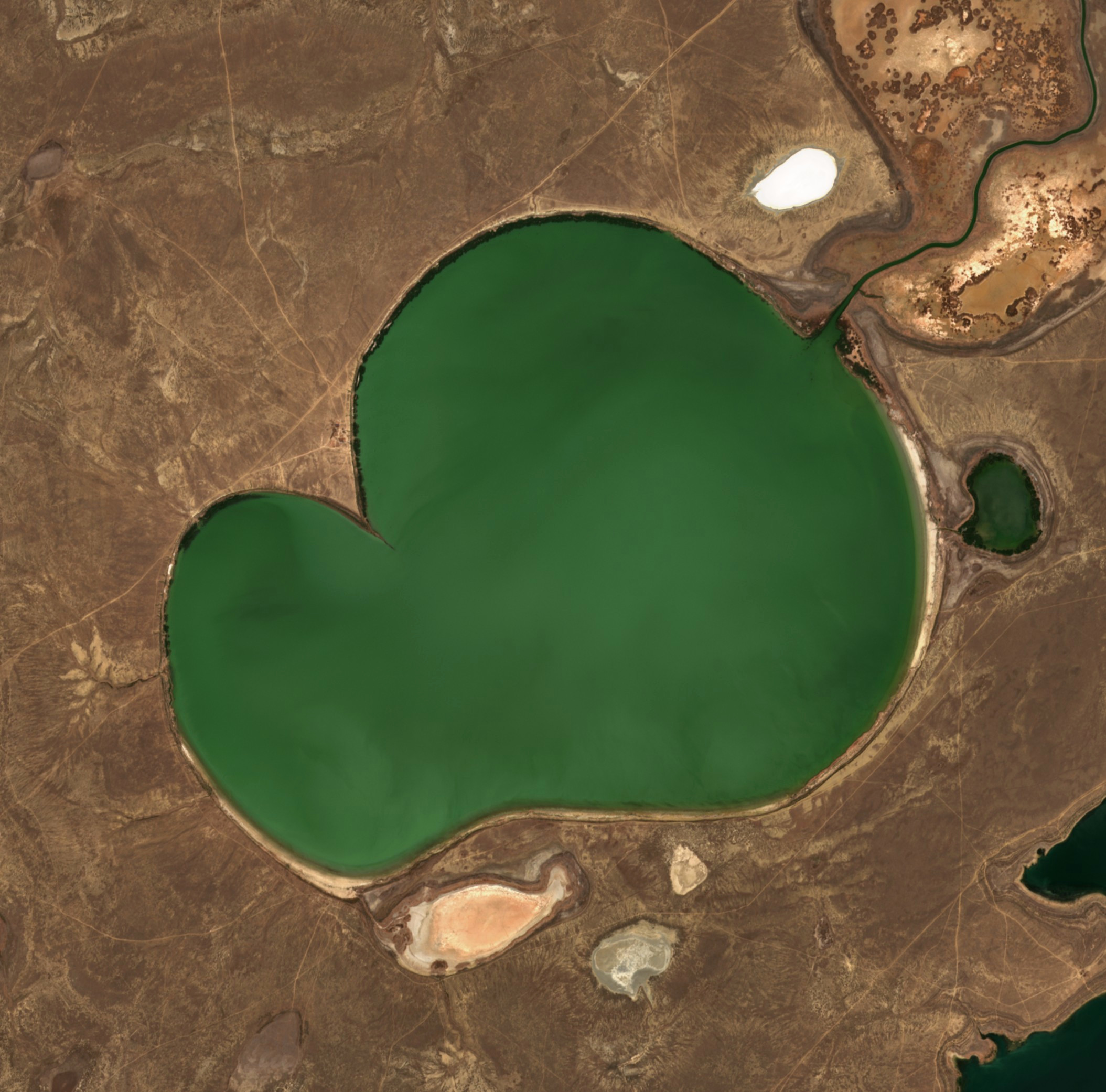
Изображение Sentinel-2 озера Акколь в 2021 году

Крупнейшей рекой района является Тургай, которая до конца XVI века впадала в Аральское море. Также протекают реки Улы-Жыланшык и притоки Тургая — Улькаяк и Кабырга. Крупнейшие озёра — Сарыкопа и Акколь — бессточные и солёные. Имеются соры: Жаман-Акколь, Ащытастысор и другие.

### Флора и фауна
Растительность Джангельдинского района степная и полупустынная. Обитают волк, лисица, корсак, сайгак, заяц, кабан, ондатра, гусь, утка, чайка и другие. На территории района находится государственный природный резерват «Алтын Дала» для сохранения флоры и фауны Тургая, а также для сохранения бетпакдалинской популяции сайги.
Так как реки района относятся к замкнутому виду бассейна, рыбы предствлены бедным видовым составом, наиболее часто встречаются: сазан, щука и карась (золотой и серебряный).

## История
Территория района входила в состав Младшего жуза и Среднего жуза, которые в царствование Анны Иоанновны были приняты в подданство Россиийской империи. Местность была основным кочевьем племен аргынов и кипчаков, а также родов жаппас, шекты, алтын и тама. С 1856 по 1868 гг. территория была частью Области Оренбургских Киргизов. 8 января 1864 года в поселке Тургай открылась первая казахско-русская школа Ибрая Алтынсарина. С 21 октября 1868 территория района стала частью Тургайского уезда в составе новосозданной Тургайской области.
В 1868—1869 гг. район был частью антиколониального восстания. А в 1916—1917 гг. Тургайская область была охвачена восстанием под предводительством Амангельды Иманова и Алиби Джангильдина.
9 ноября 1920 года Тургайский уезд вошёл в состав Оренбургско-Тургайской губернии, а в 1921 году — в состав Кустанайской губернии. В 1923 году уезд был передан в Актюбинскую губернию, в составе которой оставался до момента упразднения в 1927 году. 28 июня 1927 года Тургайский уезд был выведен из состава Актюбинской губернии и передан частью в Сырдарьинскую губернию, а частью в Кустанайский округ.
17 января 1928 года Кустанайский округ ликвидирован, а из его волостей образованы районы: из частей Каракугинской и Тусунской волостей образован Тургайский район с центром в городе Тургай. 19 марта 1928 года город Тургай стал сельским поселением. 17 декабря 1930 года окружное деление ликвидировано и введено районное деление. Тургайский район с центром в посёлке Тургай был одним из 121 района КазАССР.

С 20 февраля 1932 года район перешёл в подчинение Актюбинской области. 29 июля 1936 года Тургайский район и 10 районов Актюбинской области были переданы новобразованной Кустанайской области. Указом от 1 ноября 1956 года Президиума Верховного Совета Казахской ССР Тургайский район переименован в Джангильдинский район:
Учитывая революционные заслуги в установлении власти в Казахстане и в целях увековечения памяти Джангильдина Алиби Тогжановича, переименовать Тургайский район Кустанайской области в Джангильдинский район.
В 1970—1988 и 1990—1997 годах район входил в состав Тургайской области.

## Население
По данным Бюро национальной статистики РК численность на 2024 год составляет 10561 человек.
| Численность населения | Численность населения | Численность населения | Численность населения | Численность населения | Численность населения | Численность населения | Численность населения | Численность населения | Численность населения |
| 1939                  | 1959                  | 1970                  | 1979                  | 1989                  | 1991                  | 1992                  | 1993                  | 1994                  | 1995                  |
| --------------------- | --------------------- | --------------------- | --------------------- | --------------------- | --------------------- | --------------------- | --------------------- | --------------------- | --------------------- |
| 12 741                | ↗14 629               | ↗21 077               | ↗25 030               | ↗28 765               | ↘25 300               | ↘25 200               | ↘25 000               | ↘24 200               | ↘23 400               |
| 1996                  | 1997                  | 1998                  | 1999                  | 2000                  | 2001                  | 2002                  | 2003                  | 2004                  | 2005                  |
| ↘22 800               | ↘21 700               | ↘20 592               | ↘20 533               | ↘20 280               | ↘19 769               | ↘19 113               | ↘18 721               | ↘18 383               | ↘17 878               |
| 2006                  | 2007                  | 2008                  | 2009                  | 2010                  | 2011                  | 2012                  | 2013                  | 2014                  | 2015                  |
| ↘17 385               | ↘17 005               | ↘16 642               | ↘15 708               | ↘15 298               | ↘14 972               | ↘14 653               | ↘14 336               | ↘14 010               | ↘13 736               |
| 2016                  | 2017                  | 2018                  | 2019                  | 2020                  | 2021                  | 2022                  | 2023                  | 2024                  |                       |
| ↘13 456               | ↘12 981               | ↘12 550               | ↘12 251               | ↘11 969               | ↘11 843               | ↘11 016               | ↘10 762               | ↘10 561               |                       |

Национальный состав на начало 2019 года:
- казахи — 12 216 чел. (99,71 %)
- татары — 15 чел. (0,12 %)
- русские — 11 чел. (0,09 %)
- украинцы — 3 чел. (0,02 %)
- ингуши — 2 чел. (0,016 %)
- чеченцы — 2 чел. (0,016 %)
- армяне — 1 чел. (0,008 %)
- молдоване — 1 чел. (0,008 %)
- Всего — 12 251 чел. (100,00 %)

## Административно-территориальное деление
В состав Джангельдинского района входит 6 сёл не входящие в сельские округа и 6 сельских округов, к которым относятся 22 села:
| Сельский округ                 | Населённые пункты                                                  |
| не входят в сельский округ     | Тургай, Сужарган, Шеген, Аралбай, Акколь, село Ахмета Байтурсынулы |
| Акшиганакский сельский округ   | село Акшиганак, село Туйемойнак                                    |
| Албарбогетский сельский округ  | село Кокалат, село Колкамыс                                        |
| Жаркольский сельский округ     | село Тауыш, село Сарысу, село Токанай, село Тентексай              |
| Каламкарасуский сельский округ | село Каламкарасу, село Шубалан                                     |
| Кызбельский сельский округ     | село Сага, село Узынкарасу, село Бидайык, село Ошаганды            |
| Шилийский сельский округ       | село Милисай, село Шили                                            |

## Экономика
Главная отрасль сельского хозяйства — животноводство (овцеводство, скотоводство, коневодство, верблюдоводство), а также выращивание пшеницы.

### Транспорт
По территории района проходят автомобильные дороги областного значения Тургай — Амангельды — Аркалык, Тургай — Аулиеколь — Костанай.

## Культура
На территории Джангельдинского района находятся 125 памятников историко-культурного значения, а так же мавзолеи Дулатова, Казыбай аулие, Баймырза аулие Мергенулы, могилы родственников Ахмета Байтурсынова, Нурхана Ахметбекова, Тилепа Аспантайулы.
В районе 81 спортивных сооружений (стадионов — 1, спорткомплексов — 1, спортзалов — 21, спортивных площадок — 48, тиров — 8, теннисных кортов — 1, ипподромов — 1). Здравоохранение района представлено 1 центральной больницей, 2 ФАПами и 17 медицинскими пунктами.